# Rijksleger (Heilige Roomse Rijk)
Het rijksleger (Duits: Reichsarmee of Reichsheer, Latijn: exercitus imperii) was tijdens de vroegmoderne tijd het leger van het Heilige Roomse Rijk. Het rijksleger kon alleen opgeroepen worden door een besluit van de Rijksdag. De keizer voerde wel het opperbevel, maar kon vanwege de controle door de rijksdag het leger niet voor zijn eigen doeleinden inzetten. Mede daardoor werd het rijksleger vooral gebruikt voor de verdediging van de rijksgrenzen en voor het uitvoeren van rijksexecuties.
Naast het rijksleger had de keizer ook een eigen keizerlijk leger, waar hij zonder tussenkomst van de Rijksdag over kon beschikken.